# 高乗寺
高乗寺（こうじょうじ）は、東京都八王子市にある曹洞宗の寺院。

## 歴史
1394年（応永元年）、長井高乗の開基である。長井高乗は近くの片倉城の城主であり、峻翁令山を招いて開山とした。峻翁令山は、同市に所在する広園寺や興慶寺を開山した臨済宗の僧侶であり、当初は臨済宗の寺院であった。
永正年間（1504年 - 1521年）、上野国（現・群馬県）の最興寺の通庵浩達によって再興された。その際に曹洞宗に転宗した。
1559年（永禄2年）の火災で焼失したが、甲斐武田家の家臣小宮山氏によって再建された。江戸時代は、多摩における曹洞宗八大寺の一つとして栄えた。

## 交通アクセス
- 高尾駅より徒歩20分。